# Afelimomab
L'afelimomab o  MAK 195F è un anticorpo monoclonale anti-TNF-α.
Esso riduce la concentrazione di interleuchina-6 (IL-6) in pazienti con sepsi, ma riduce la mortalità solo marginalmente.

### Afelimomab
- (EN) Simon Nadel, Infectious diseases in the pediatric intensive care unit, Springer, 2008,  pp. 533–, ISBN 978-1-84628-916-3.
- (EN) Simon Nadel, Infectious diseases in the pediatric intensive care unit, Springer, 2008,  pp. 533–, ISBN 978-1-84628-916-3.
- (EN) Blaine T. Smith, Concepts in Immunology and Immunotherapeutics, ASHP, 2008,  pp. 45–, ISBN 978-1-58528-127-5.
- (EN) Jean-Louis Vincent, Intensive Care Medicine: Annual Update 2010, Springer, 15 aprile 2010,  pp. 526–, ISBN 978-1-4419-5561-6.